# Lefebvrea atropurpurea
Lefebvrea atropurpurea är en växtart i släktet Lefebvrea och familjen flockblommiga växter.
Arten är en perenn monokarp som förekommer i Etiopien, Kenya och Uganda. Den beskrevs först som Pastinaca atropurpurea av Ernst Gottlieb von Steudel och Achille Richard 1848, och fick sitt nu gällande namn av Pieter J. D. Winter 2008.